# Alex Sinclair
William Alexander Sinclair, detto Alex (Liverpool, 28 giugno 1911 – Kettering, 2 ottobre 2002), è stato un hockeista su ghiaccio canadese.

## Palmarès

### Olimpiadi invernali
- Argento a Garmisch-Partenkirchen 1936 nell'hockey su ghiaccio.